# فهرست پادشاهان کنونی بر پایه مدت حکمرانی
در فهرست زیر نام ۳۶ تن از پادشاهان، امیران، سلطان‌ها یا خلیفه‌های کشورهای کنونی دنیا بر پایه طولانی‌ترین دوره حکمرانی آنها آمده است.
| رتبه                          | شاه                                | کشور                                | زاده                          | سن                            | تاجگذاری                      | مدت حکومت                     |
| شاهانی که اکنون سلطنت می‌کنند: | شاهانی که اکنون سلطنت می‌کنند:      | شاهانی که اکنون سلطنت می‌کنند:       | شاهانی که اکنون سلطنت می‌کنند: | شاهانی که اکنون سلطنت می‌کنند: | شاهانی که اکنون سلطنت می‌کنند: | شاهانی که اکنون سلطنت می‌کنند: |
| ----------------------------- | ---------------------------------- | ----------------------------------- | ----------------------------- | ----------------------------- | ----------------------------- | ----------------------------- |
| ۱                             | حسن البلقیه                        | برونئی                              | ۱۵ ژوئیه ۱۹۴۶                 | ۷۸ سال، ۲۸۱ روز               | ۵ اکتبر ۱۹۶۷                  | ۵۷ سال، ۱۹۹ روز               |
| ۲                             | سلطان بن محمد القاسمی              | امارت شارجه (امارات متحده عربی)     | ۶ ژوئیه ۱۹۳۹                  | ۸۵ سال، ۲۹۰ روز               | ۲۵ ژانویه ۱۹۷۲                | ۵۳ سال، ۸۷ روز                |
| ۳                             | کارل گوستاف شانزدهم                | سوئد                                | ۳۰ آوریل ۱۹۴۶                 | ۷۸ سال، ۳۵۷ روز               | ۱۵ سپتامبر ۱۹۷۳               | ۵۱ سال، ۲۱۹ روز               |
| ۴                             | Hamad bin Mohammed Al Sharqi       | امارت فجیره (امارات متحده عربی)     | ۲۲ فوریه ۱۹۴۹                 | ۷۶ سال، ۵۹ روز                | ۱۸ سپتامبر ۱۹۷۴               | ۵۰ سال، ۲۱۶ روز               |
| ۵                             | حمید بن راشد النعیمی               | امارت عجمان (امارات متحده عربی)     | ۱ ژانویه ۱۹۳۱                 | ۹۴ سال، ۱۱۱ روز               | ۶ سپتامبر ۱۹۸۱                | ۴۳ سال، ۲۲۸ روز               |
| ۶                             | مسواتی سوم                         | اسواتینی                            | ۱۹ آوریل ۱۹۶۸                 | ۵۷ سال، ۳ روز                 | ۲۵ آوریل ۱۹۸۶                 | ۳۸ سال، ۳۶۲ روز               |
| ۷                             | هانس ادام دوم، شاهزاده لیختن‌اشتاین | لیختن‌اشتاین                         | ۱۴ فوریه ۱۹۴۵                 | ۸۰ سال، ۶۷ روز                | ۱۳ نوامبر ۱۹۸۹                | ۳۵ سال، ۱۶۰ روز               |
| ۸                             | هارالد پنجم                        | نروژ                                | ۲۱ فوریه ۱۹۳۷                 | ۸۸ سال، ۶۰ روز                | ۱۷ ژانویه ۱۹۹۱                | ۳۴ سال، ۹۵ روز                |
| ۹                             | لتسی سوم لسوتو                     | لسوتو                               | ۱۷ ژوئیه ۱۹۶۳                 | ۶۱ سال، ۲۷۹ روز               | ۷ فوریه ۱۹۹۶                  | ۳۳ سال، ۱۴۵ روز               |
| ۱۰                            | Mizan Zainal Abidin                | ترنگانو (مالزی)                     | ۲۲ ژانویه ۱۹۶۲                | ۶۳ سال، ۹۰ روز                | ۱۵ مه ۱۹۹۸                    | ۲۶ سال، ۳۴۲ روز               |
| ۱۱                            | عبدالله دوم                        | اردن                                | ۳۰ ژانویه ۱۹۶۲                | ۶۳ سال، ۸۲ روز                | ۷ فوریه ۱۹۹۹                  | ۲۶ سال، ۷۴ روز                |
| ۱۲                            | حمد بن عیسی آل خلیفه               | بحرین                               | ۲۸ ژانویه ۱۹۵۰                | ۷۵ سال، ۸۴ روز                | ۶ مارس ۱۹۹۹                   | ۲۶ سال، ۴۷ روز                |
| ۱۳                            | محمد ششم مراکش                     | مراکش                               | ۲۱ اوت ۱۹۶۳                   | ۶۱ سال، ۲۴۴ روز               | ۲۳ ژوئیه ۱۹۹۹                 | ۲۵ سال، ۲۷۳ روز               |
| ۱۴                            | Syed Sirajuddin                    | پرلیس (مالزی)                       | ۱۷ مه ۱۹۴۳                    | ۸۱ سال، ۳۴۰ روز               | ۱۷ آوریل ۲۰۰۰                 | ۲۵ سال، ۵ روز                 |
| ۱۵                            | آنری، دوک اعظم لوکزامبورگ          | لوکزامبورگ                          | ۱۶ آوریل ۱۹۵۵                 | ۷۰ سال، ۶ روز                 | ۷ اکتبر ۲۰۰۰                  | ۲۴ سال، ۱۹۷ روز               |
| ۱۶                            | شرف‌الدین ادریس شاه                 | سلانگور (مالزی)                     | ۱۱ دسامبر ۱۹۴۵                | ۷۹ سال، ۱۳۲ روز               | ۲۲ نوامبر ۲۰۰۱                | ۲۳ سال، ۱۵۱ روز               |
| ۱۷                            | نوردوم سیهامونی                    | کامبوج                              | ۱۴ مه ۱۹۵۳                    | ۷۱ سال، ۳۴۳ روز               | ۱۴ اکتبر ۲۰۰۴                 | ۲۰ سال، ۱۹۰ روز               |
| ۱۸                            | آلبرت دوم، شاهزاده موناکو          | موناکو                              | ۱۴ مارس ۱۹۵۸                  | ۶۷ سال، ۳۹ روز                | ۶ آوریل ۲۰۰۵                  | ۲۰ سال، ۱۶ روز                |
| ۱۹                            | محمد بن راشد آل مکتوم              | امارت دبی (امارات متحده عربی)       | ۱۵ ژوئیه ۱۹۴۹                 | ۷۵ سال، ۲۸۱ روز               | ۴ ژانویه ۲۰۰۶                 | ۱۹ سال، ۱۰۸ روز               |
| ۲۰                            | جیگمی خسار نامگیال وانگچوک         | بوتان (کشور)                        | ۲۱ فوریه ۱۹۸۰                 | ۴۵ سال، ۶۰ روز                | ۹ دسامبر ۲۰۰۶                 | ۱۸ سال، ۱۳۴ روز               |
| ۲۱                            | Muhriz                             | نگری سمبیلان (مالزی)                | ۱۴ ژانویه ۱۹۴۸                | ۷۷ سال، ۹۸ روز                | ۲۹ دسامبر ۲۰۰۸                | ۱۶ سال، ۱۱۴ روز               |
| ۲۲                            | Saud bin Rashid Al Mualla          | امارت ام‌القیوین (امارات متحده عربی) | ۱ اکتبر ۱۹۵۲                  | ۷۲ سال، ۲۰۳ روز               | ۲ ژانویه ۲۰۰۹                 | ۱۶ سال، ۱۱۰ روز               |
| ۲۳                            | ابراهیم اسکندر                     | ایالت جوهر (مالزی)                  | ۲۲ نوامبر ۱۹۵۸                | ۶۶ سال، ۱۵۱ روز               | ۲۳ ژانویه ۲۰۱۰                | ۱۵ سال، ۸۹ روز                |
| ۲۴                            | محمد پنجم کلانتان                  | کلانتان (مالزی)                     | ۶ اکتبر ۱۹۶۹                  | ۵۵ سال، ۱۹۸ روز               | ۱۳ سپتامبر ۲۰۱۰               | ۱۴ سال، ۲۲۱ روز               |
| ۲۵                            | سعود بن صقر القاسمی                | امارت رأس‌الخیمه (امارات متحده عربی) | ۱۰ فوریه ۱۹۵۶                 | ۶۹ سال، ۷۱ روز                | ۲۷ اکتبر ۲۰۱۰                 | ۱۴ سال، ۱۷۷ روز               |
| ۲۶                            | توپوی ششم                          | تونگا                               | ۱۲ ژوئیه ۱۹۵۹                 | ۶۵ سال، ۲۸۴ روز               | ۱۸ مارس ۲۰۱۲                  | ۱۳ سال، ۳۵ روز                |
| ۲۷                            | پاپ فرانسیس                        | واتیکان                             | ۱۷ دسامبر ۱۹۳۶                | ۸۸ سال، ۱۲۶ روز               | ۱۳ مارس ۲۰۱۳                  | ۱۲ سال، ۴۰ روز                |
| ۲۸                            | ویلم-آلکساندر هلند                 | پادشاهی هلند                        | ۲۷ آوریل ۱۹۶۷                 | ۵۷ سال، ۳۶۰ روز               | ۳۰ آوریل ۲۰۱۳                 | ۱۱ سال، ۳۵۷ روز               |
| ۲۹                            | تمیم بن حمد آل ثانی                | قطر                                 | ۳ ژوئن ۱۹۸۰                   | ۴۴ سال، ۳۲۳ روز               | ۲۵ ژوئن ۲۰۱۳                  | ۱۱ سال، ۳۰۱ روز               |
| ۳۰                            | فیلیپ بلژیک                        | بلژیک                               | ۱۵ آوریل ۱۹۶۰                 | ۶۵ سال، ۷ روز                 | ۲۱ ژوئیه ۲۰۱۳                 | ۱۱ سال، ۲۷۵ روز               |
| ۳۱                            | Nazrin Muizzuddin Shah             | پراک (مالزی)                        | ۲۷ نوامبر ۱۹۵۶                | ۶۸ سال، ۱۴۶ روز               | ۲۹ مه ۲۰۱۴                    | ۱۰ سال، ۳۲۸ روز               |
| ۳۲                            | فلیپه ششم                          | اسپانیا                             | ۳۰ ژانویه ۱۹۶۸                | ۵۷ سال، ۸۲ روز                | ۱۹ ژوئن ۲۰۱۴                  | ۱۰ سال، ۳۰۷ روز               |
| ۳۳                            | سلمان بن عبدالعزیز آل سعود         | عربستان سعودی                       | ۳۱ دسامبر ۱۹۳۵                | ۸۹ سال، ۱۱۲ روز               | ۲۳ ژانویه ۲۰۱۵                | ۱۰ سال، ۸۹ روز                |
| ۳۴                            | واجیرالونگکورن (Rama X)            | تایلند                              | ۲۸ ژوئیه ۱۹۵۲                 | ۷۲ سال، ۲۶۸ روز               | ۱۳ اکتبر ۲۰۱۶                 | ۸ سال، ۱۹۱ روز                |
| ۳۵                            | Mahmud Sallehuddin                 | کداح (مالزی)                        | ۳۰ آوریل ۱۹۴۲                 | ۸۲ سال، ۳۵۷ روز               | ۱۱ سپتامبر ۲۰۱۷               | ۷ سال، ۲۲۳ روز                |
| ۳۶                            | عبدالله پاهانگ                     | پاهانگ (مالزی)                      | ۳۰ ژوئیه ۱۹۵۹                 | ۶۵ سال، ۲۶۶ روز               | ۱۵ ژانویه ۲۰۱۹                | ۶ سال، ۹۷ روز                 |
| ۳۷                            | ناروهیتو                           | ژاپن                                | ۲۳ فوریه ۱۹۶۰                 | ۶۵ سال، ۵۸ روز                | ۱ مه ۲۰۱۹                     | ۵ سال، ۳۵۶ روز                |
| ۳۸                            | هیثم بن طارق آل سعید               | عمان                                | ۱۱ اکتبر ۱۹۵۴                 | ۷۰ سال، ۱۹۳ روز               | ۱۱ ژانویه ۲۰۲۰                | ۵ سال، ۱۰۱ روز                |
| ۳۹                            | محمد بن زاید آل نهیان              | امارت ابوظبی (امارات متحده عربی)    | ۱۱ مارس ۱۹۶۱                  | ۶۴ سال، ۴۲ روز                | ۱۳ مه ۲۰۲۲                    | ۲ سال، ۳۴۴ روز                |
| ۴۰                            | چارلز سوم                          | آنتیگوآ و باربودا                   | ۱۴ نوامبر ۱۹۴۸                | ۷۶ سال، ۱۵۹ روز               | ۸ سپتامبر ۲۰۲۲                | ۲ سال، ۲۲۶ روز                |
| ۴۰                            | چارلز سوم                          | استرالیا                            | ۱۴ نوامبر ۱۹۴۸                | ۷۶ سال، ۱۵۹ روز               | ۸ سپتامبر ۲۰۲۲                | ۲ سال، ۲۲۶ روز                |
| ۴۰                            | چارلز سوم                          | باهاما                              | ۱۴ نوامبر ۱۹۴۸                | ۷۶ سال، ۱۵۹ روز               | ۸ سپتامبر ۲۰۲۲                | ۲ سال، ۲۲۶ روز                |
| ۴۰                            | چارلز سوم                          | بلیز                                | ۱۴ نوامبر ۱۹۴۸                | ۷۶ سال، ۱۵۹ روز               | ۸ سپتامبر ۲۰۲۲                | ۲ سال، ۲۲۶ روز                |
| ۴۰                            | چارلز سوم                          | کانادا                              | ۱۴ نوامبر ۱۹۴۸                | ۷۶ سال، ۱۵۹ روز               | ۸ سپتامبر ۲۰۲۲                | ۲ سال، ۲۲۶ روز                |
| ۴۰                            | چارلز سوم                          | گرنادا                              | ۱۴ نوامبر ۱۹۴۸                | ۷۶ سال، ۱۵۹ روز               | ۸ سپتامبر ۲۰۲۲                | ۲ سال، ۲۲۶ روز                |
| ۴۰                            | چارلز سوم                          | جامائیکا                            | ۱۴ نوامبر ۱۹۴۸                | ۷۶ سال، ۱۵۹ روز               | ۸ سپتامبر ۲۰۲۲                | ۲ سال، ۲۲۶ روز                |
| ۴۰                            | چارلز سوم                          | نیوزیلند                            | ۱۴ نوامبر ۱۹۴۸                | ۷۶ سال، ۱۵۹ روز               | ۸ سپتامبر ۲۰۲۲                | ۲ سال، ۲۲۶ روز                |
| ۴۰                            | چارلز سوم                          | پاپوآ گینه نو                       | ۱۴ نوامبر ۱۹۴۸                | ۷۶ سال، ۱۵۹ روز               | ۸ سپتامبر ۲۰۲۲                | ۲ سال، ۲۲۶ روز                |
| ۴۰                            | چارلز سوم                          | سنت کیتس و نویس                     | ۱۴ نوامبر ۱۹۴۸                | ۷۶ سال، ۱۵۹ روز               | ۸ سپتامبر ۲۰۲۲                | ۲ سال، ۲۲۶ روز                |
| ۴۰                            | چارلز سوم                          | سنت لوسیا                           | ۱۴ نوامبر ۱۹۴۸                | ۷۶ سال، ۱۵۹ روز               | ۸ سپتامبر ۲۰۲۲                | ۲ سال، ۲۲۶ روز                |
| ۴۰                            | چارلز سوم                          | سنت وینسنت و گرنادین‌ها              | ۱۴ نوامبر ۱۹۴۸                | ۷۶ سال، ۱۵۹ روز               | ۸ سپتامبر ۲۰۲۲                | ۲ سال، ۲۲۶ روز                |
| ۴۰                            | چارلز سوم                          | جزایر سلیمان                        | ۱۴ نوامبر ۱۹۴۸                | ۷۶ سال، ۱۵۹ روز               | ۸ سپتامبر ۲۰۲۲                | ۲ سال، ۲۲۶ روز                |
| ۴۰                            | چارلز سوم                          | تووالو                              | ۱۴ نوامبر ۱۹۴۸                | ۷۶ سال، ۱۵۹ روز               | ۸ سپتامبر ۲۰۲۲                | ۲ سال، ۲۲۶ روز                |
| ۴۰                            | چارلز سوم                          | بریتانیا                            | ۱۴ نوامبر ۱۹۴۸                | ۷۶ سال، ۱۵۹ روز               | ۸ سپتامبر ۲۰۲۲                | ۲ سال، ۲۲۶ روز                |
| ۴۱                            | مشعل الاحمد الجابر الصباح          | کویت                                | ۲۷ سپتامبر ۱۹۴۰               | ۸۴ سال، ۲۰۷ روز               | ۱۶ دسامبر ۲۰۲۳                | ۱ سال، ۱۲۷ روز                |
| ۴۲                            | فردریک دهم                         | دانمارک                             | ۲۶ مه ۱۹۶۸                    | ۵۶ سال، ۳۳۱ روز               | ۱۴ ژانویه ۲۰۲۴                | ۱ سال، ۹۸ روز                 |